# Manfred Mohr
Pour les articles homonymes, voir Mohr.
Manfred Mohr (né le 8 juin 1938 à Pforzheim, Allemagne) est un pionnier de l'art numérique. Il vécut essentiellement à Paris et vit depuis 1980 à New York aux États-Unis.

## Biographie
Manfred Mohr est né en 1938 dans la ville de Pforzheim en Allemagne. Il commença ses études d'art en 1957 en entrant à la Kunst und Werkeschule de sa ville natale. Il y étudia la peinture essentiellement ainsi que l'orfèvrerie. Il sera fortement influencé par la musique de jazz. Il lui-même musicien. il travailla par ailleurs en collaboration avec Rocky Volcano.  il commence sa propre production artistique dès 1960 en réalisant ses premiers "monographes" comme Bild 12/366 (Tempera/Leinwand, 1966, 73 × 92 cm, collection DaimlerChrysler AG, Stuttgart / Allemagne) ou encore Schrift-Bild (Tempera/Holz, 1964, 50 × 70 cm, collection privée, Allemagne). On remarque tout de suite une profonde influence de l'art abstrait. on peut déterminer sa peinture comme d'action. Il sera diplômé en 1961. Il sera fortement influencé par un écrit du philosophe allemand, Max Bense : information aesthetics publié en 1961. 
De 1962 à 1963 il s'installa à Barcelone. Il gagne sa vie comme musicien. On observe que pendant cette période que Mohr abandonne totalement la couleur. Il réalise en 1963 drawing (ink on paper, 1963, 49 × 63 cm, collection privée, Allemagne). Cette réalisation montre ô combien Mohr a été influencé par la musique. Elle ressemble  à une série d'annotations effectuées par son compositeur. En 1964, il est accepté à  la prestigieuse école des Beaux-Arts de Paris. il y étudia la lithographie. Il rencontrera en 1967 Pierre Barbaud, un des pionniers en matière de musique électronique. À cette époque, Mohr commence à installer une certaine « logique » dans ses compositions. En effet il réalise en 1967 777 MHz (Tempera/canvas, 130 × 130 cm). Cette œuvre regroupe les premières pensées de Mohr en la matière et Barbaud l'encouragea à continuer dans cette voie. Il sera diplômé des beaux-arts la même année. 
En 1968, Manfred Mohr organise sa première exposition solo au sein de la galerie Daniel Templon à Paris. C'est entre les années 1968 et 1969 que Manfred effectue un pas dans l'histoire de sa carrière, il commence à travailler avec l'outil informatique. Pour cela, il travailla avec l'institut météorologique de la ville de Paris qui était l'une des rares organisations possédant un ordinateur. Cette métamorphose se traduisit par la création en 1969 de Artificiata I un ouvrage regroupant plusieurs dessins effectués par ordinateur. Ce premier projet  d'art informatique mené par Mohr marque le début d'une nouvelle carrière pour ce dernier. Mohr sera la même année le cofondateur du séminaire "Art et informatique" qui fut présenté à l'université de Vincennes.  Il réalisera également sa première œuvre algorithmique : Random Walk 1969. En 1971, Mohr organise la première exposition d'art informatique au musée d'art moderne de la ville de Paris. Il commença également des dessins séquentielles la même année. 
C'est en 1973 que Manfred Mohr commence ses recherches vis-à-vis du cube en 3 dimensions. il réalisera Cubic Limit I et Cubic Limits II entre 1973 et 1976. Cette étude lui permettra de concentrer ses recherches sur l'hypercube en 4 dimensions dès 1977. Plus il avance dans ses recherches plus ses algorithmes deviennent complexes et ses œuvres également. Il réalise en 1980 workphase: Divisibility, dissection of cube. Il créera un programme quasi organique sur le cube. En 1987, il retravailla sur l'hypercube à 4 dimensions et insérera une rotation quadridimensionnelle en son sein. il étendra son périmètre de recherche en 1989 en s'intéressant à l'hypercube en 5 et 6 dimensions. Il réalisera en 1991 Workphase: Laserglyphs, (diagonal-paths through 6-D hypercube laser cut from steel plates). Cette œuvre résulte des recherches de Morh sur l'hypercube. 
En 1997, il est élu membre de l'association The American Abstract Artists et reçoit une bourse de la part de la New York Foundation of Art. On observe en 1998 un retour de la couleur dans le travail de Mohr qui ne l'avait plus utilisé depuis 1962. on la retrouve dans son travail sur la recherche par différenciation utilisé par la médecine en montrant toute sa complexité. 1998 marque aussi la fin de ses « Monographes » et voit apparaître plusieurs projets de programme qui serviront lors d'installations artistiques.
De 1998 à 2002, il travaille sur le programme "Space.Color". ce programme évoluera par la suite entre 2002 et 2004 avec le programme "Space.Color.Mention". Parallèlement, il travailla sur les programmes "Subset" et "Subset.Mention". Il travailla sur les programmes Klangsfarben et Panelresonance entre 2006 et 2011. Sa dernière œuvre connu est le programme Artificiata II sur lequel il travailla de 2012 à 2015. 
Manfred Mohr eut plusieurs rétrospectives de son travail au musée Wilhelm-Hack à Ludwigshafen, Allemagne en 1987, au Joseph Albers Museum à Bottrop en 1998, ainsi qu'au Museum für Konkrete Kunst à Ingolstadt en 2001, et au  Kunsthalle à Brême en 2007. La dernière rétrospective ayant eu lieu fut au ZKM | Media Museum à Karlsruhe en 2013.

## Lieu de conservation de son œuvre
Le travail de Mohr est collectionné par le Centre Pompidou à Paris, le Joseph Albers Museum de Bottrop, le musée Ludwig à Cologne, le Musée d'Art Concret à Ingolstadt, le Kunstmuseum de Stuttgart, le Musée national des beaux-arts du Québec, le musée d'art contemporain et le musée des beaux-arts a Montréal, le Stedelijk Museum à Amsterdam, musée de l'Élysée en Suisse, et bien d'autres du monde entier. Mohr a eu de nombreuses expositions personnelles dans des musées et des galeries à New York, Zürich, Cologne, Paris, Amsterdam, Stuttgart, Berlin, Montréal, São Paulo, Séoul. En outre, il a participé à des expositions de groupe à la galerie Leo Castelli et au Museum  of Modern Art de New York.

## Prix reçus
- 1961 Reçoit le premier prix de l’école (technique) de la ville de Pforzheim
- 1990 Reçoit le Golden Nica de Ars Electronica à Linz et le "Camille Graeser prix" à Zürich
- 2006 Reçoit le [ddaa] Digital Art Award (pour digital pionnier - et originale géométrique recherche), Cologne
- 2013 Reçoit le ACM SIGGRAPH Distinguished Artist Award for Lifetime Achievement in Digital Art. Honorée avec une exposition rétrospective The Algorithm of Manfred Mohr, 1963-Now au ZKM - Media Museum, Karlsruhe et a été choisi comme Featured Artist, dans une exposition personnelle  à ArtBasel/Basel avec bitforms galerie.

## Galerie

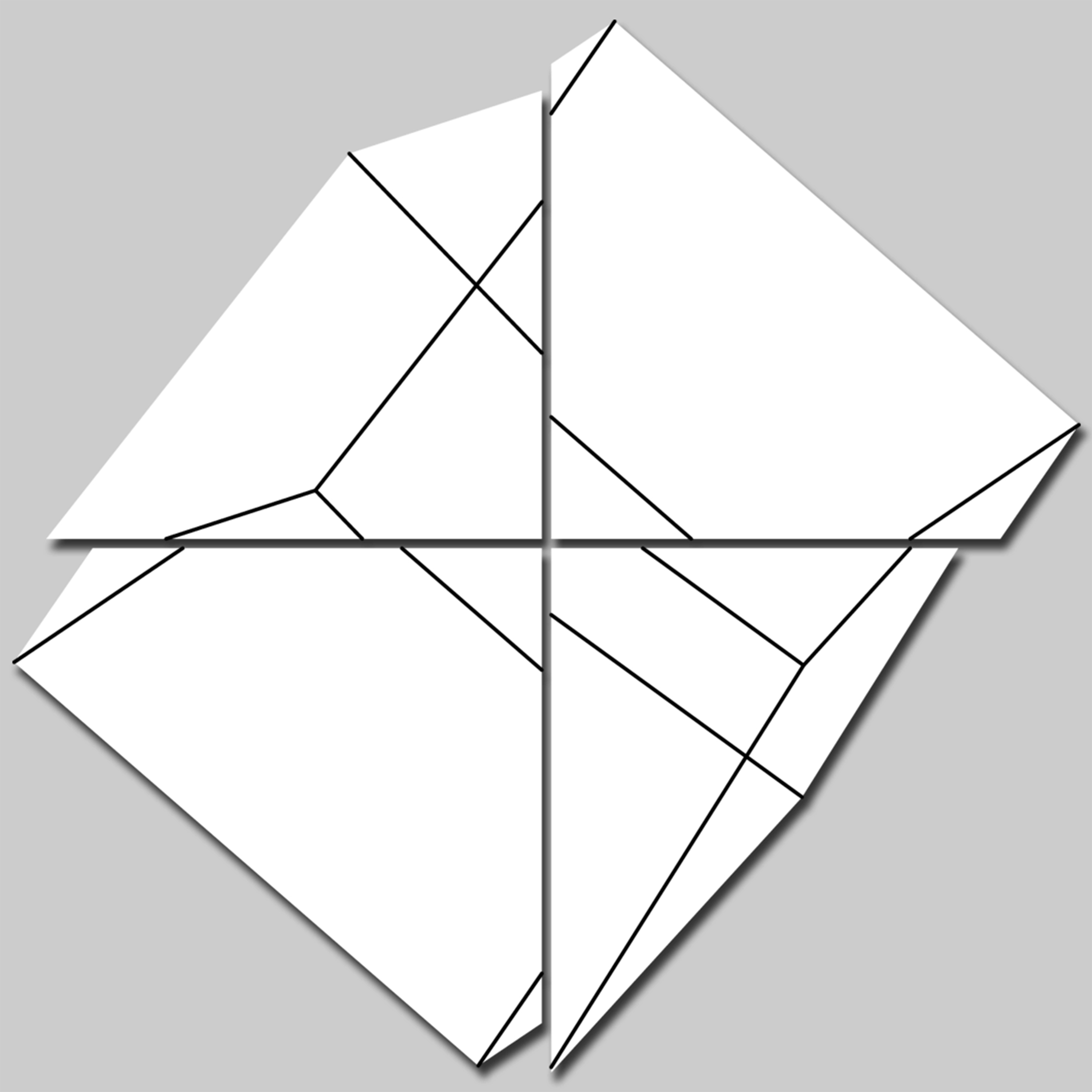
œuvre "P-306-O" (1980/82)
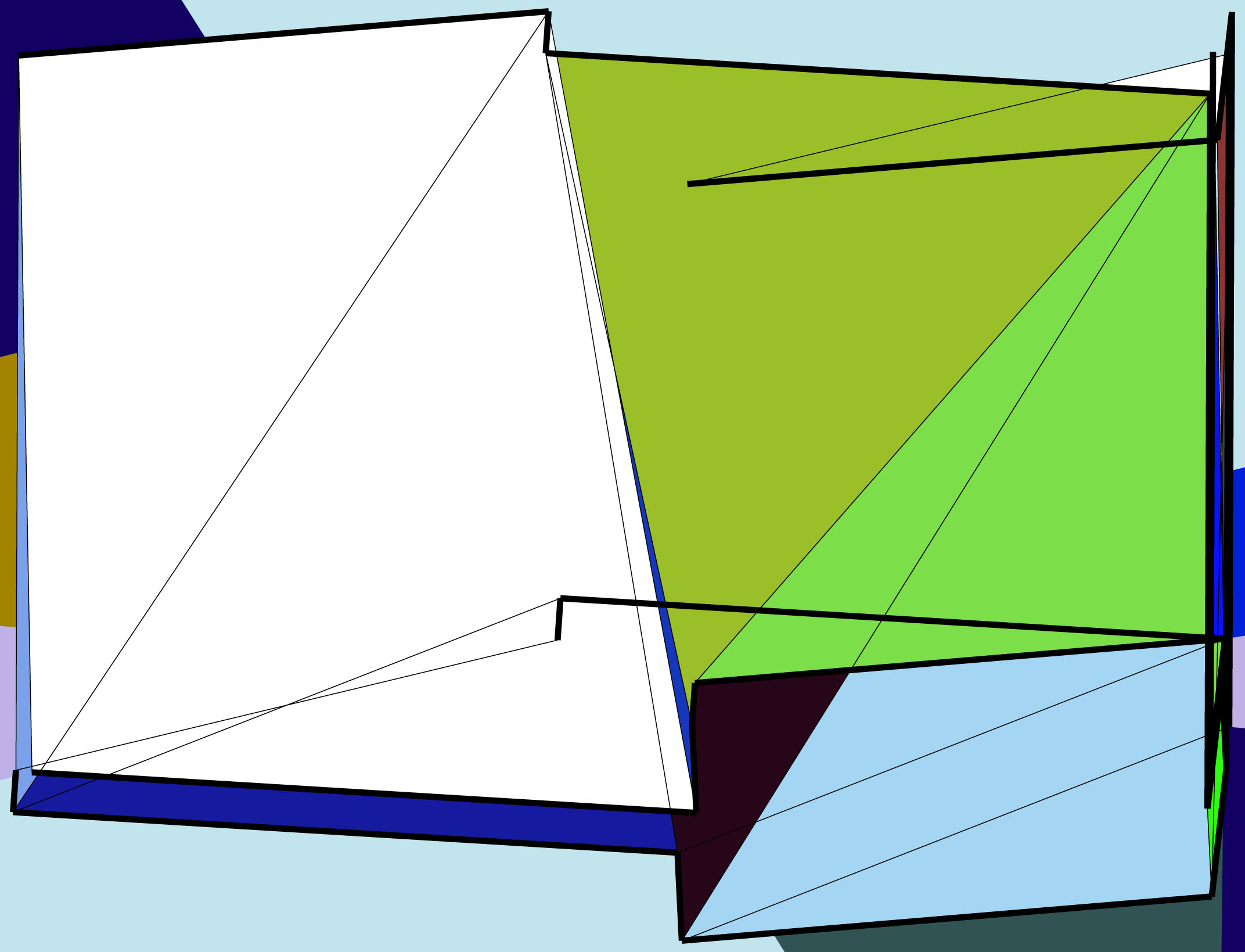
œuvre "P-792_32" (2000-2007)
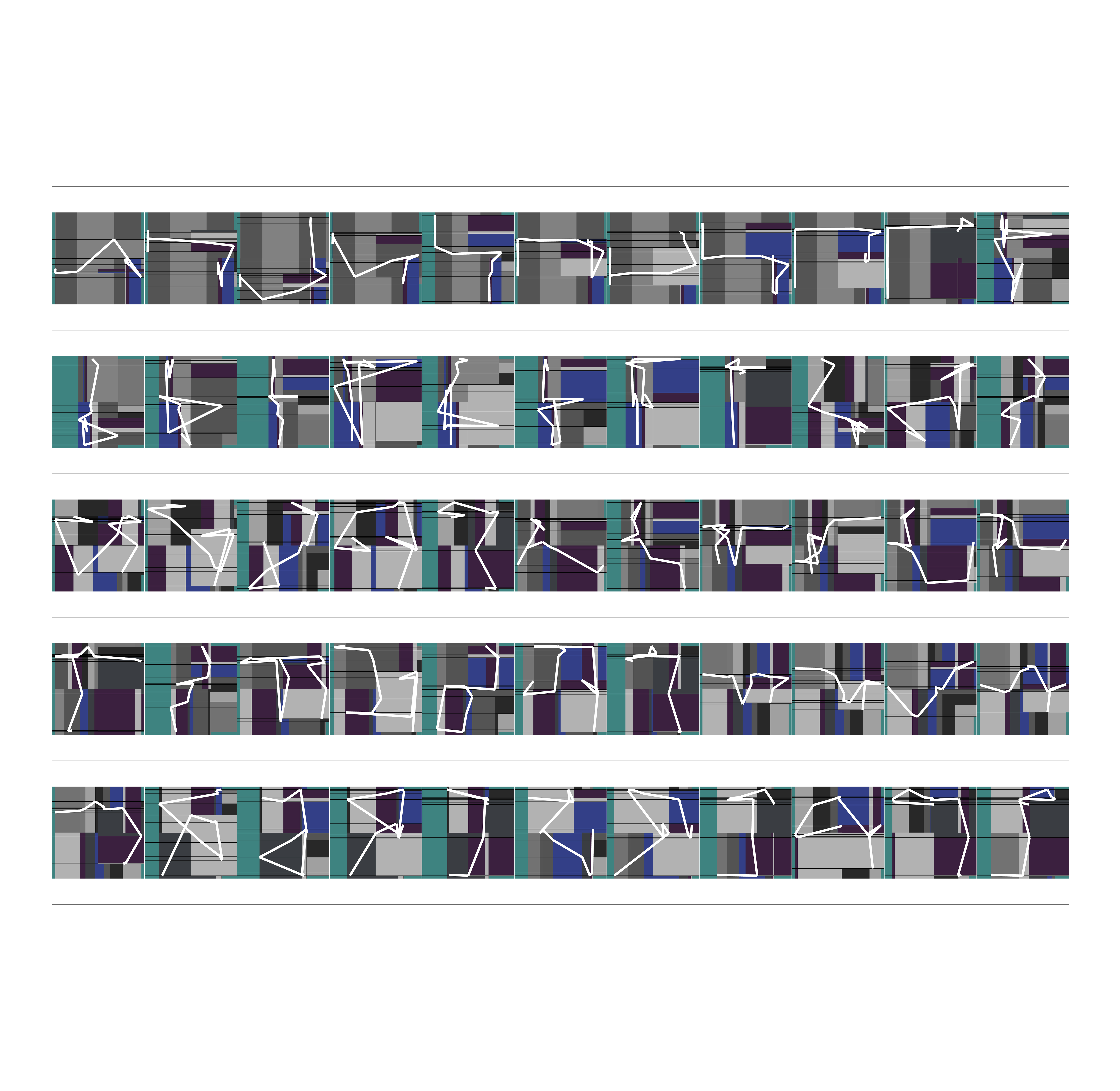
œuvre "P1640_1322" (2014)
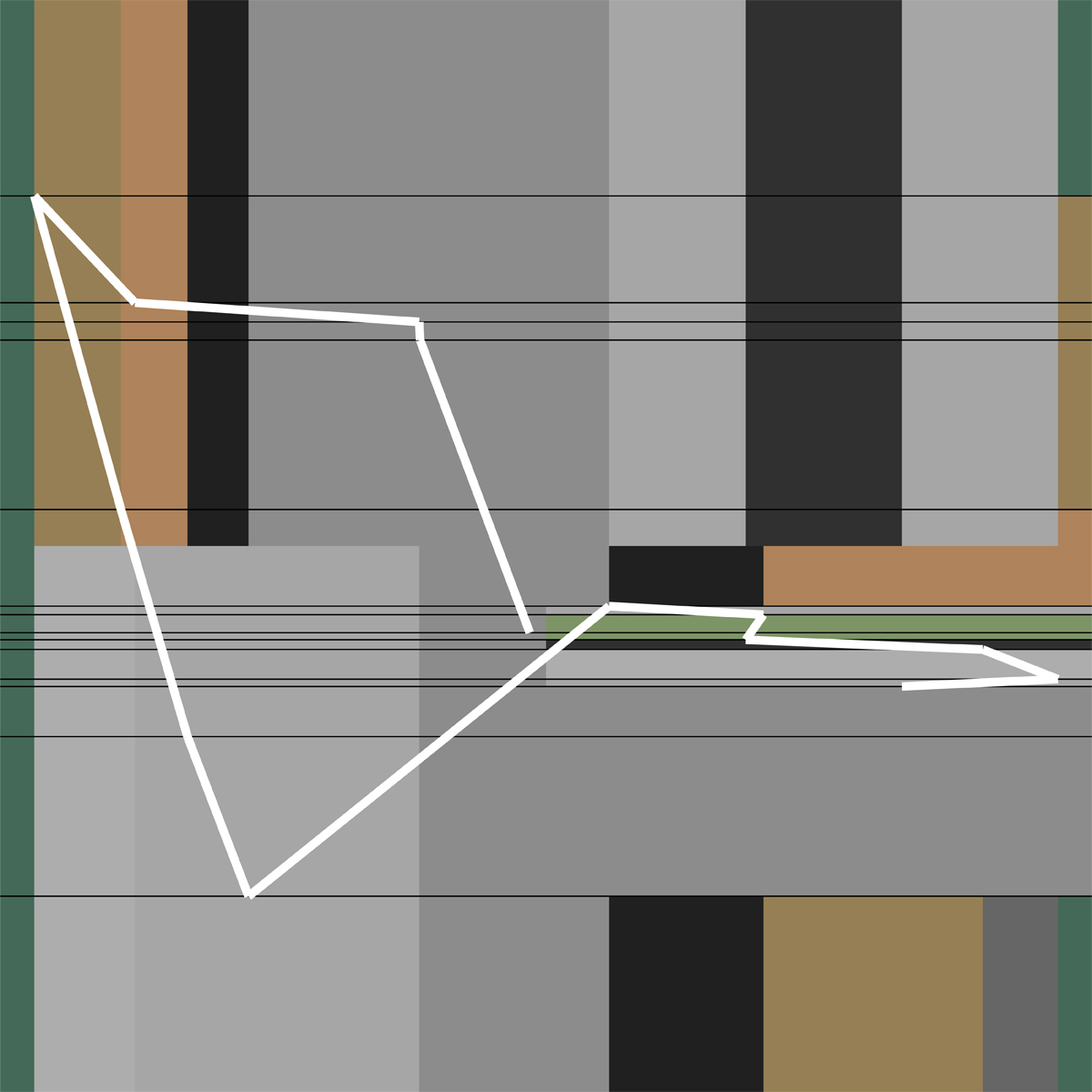
œuvre "P1611_5220" (2012/13)